# Erik Szilvássy
Erik Szilvássy (21 dicembre 1994) è un lottatore ungherese, specializzato nella lotta greco-romana.

## Biografia
Ai campionati europei di Bucarest 2019 si è aggiudicato la medaglia di bronzo negli 87 kg. Ai mondiali di mondiali di Tirana 2024, riservati alle categorie non olimpiche, ha vinto l'argento nel torneo degli 82 kg, perdendo in finale con l'iraniano Mohammadali Geraei in finale.

## Palmarès
- Mondiali

Tirana 2024: argento negli 82 kg.
- Europei

Bucarest 2019: bronzo negli 87 kg.
- Mondiali universitari

Çorum 2016: oro negli 85 kg.
- Mondiali U23

Bydgoszcz 2017: oro negli 85 kg.
- Europei U23

Russe 2016: oro negli 85 kg.